# Structurae
Structurae er en database tilgængelig på internettet med beskrivelser af byggerier og strukturer såsom broer, skyskrabere, tårne og dæmninger. Derudover indeholder databasen information om selskaber og personer involveret i at planlægge eller bygge disse strukturer. Navnet Structurae er baseret på det latinske ord strūctūra, som beskriver både handlingen at konstruere og resultatet af denne handling.
Structurae støttes af hundredvis af frivillige, som bidrager med data, information og billeder. De fleste optegnelser refererer fra specialiserede journaler og andre kilder. Grundlæggeren, Nicolas Janberg, er en broingeniør, som bestemte sig for at lave databasen, da han underviste ved Princeton University. Structurae var baseret på arkitekturdatabasen archINFORM, som regnes som et pionerprojekt inden for katalogisering af bygningsdata på internettet.
Structurae-databasen og dens netsted er tilgængelig på tre sprog – engelsk, fransk og tysk. Projektet finansieres gennem reklame på netstedet, sponsorer og salg af optegnelser for bedrifter. Netstedet består af over 100.000 individuelle sider programmeret i ColdFusion, og det bruger en MySQL-database.